# هارييت نيلسون
هارييت نيلسون (بالإنجليزية: Harriet Nelson)‏ هي مغنية وممثلة أمريكية، ولدت في 18 يوليو 1909 بدي موين في الولايات المتحدة، وتوفيت في 2 أكتوبر 1994 بلاغونا بيتش في الولايات المتحدة بسبب قصور القلب. بدأت مشوارها المهني سنة 1932.

## أعمال

### مسلسلات
- مغامرات أوزي وهارييت

## وصلات خارجية
- هارييت نيلسون على موقع IMDb (الإنجليزية)
- هارييت نيلسون على موقع ميوزك برينز (الإنجليزية)
- هارييت نيلسون على موقع قاعدة بيانات الأفلام السويدية (السويدية)
- هارييت نيلسون على موقع إن إن دي بي (الإنجليزية)
- هارييت نيلسون على موقع ديسكوغز (الإنجليزية)
- هارييت نيلسون على موقع قاعدة بيانات الفيلم (الإنجليزية)